# Dyron Daal
Dyron Daal (Amsterdã, 11 de Outubro de 1983) é um jogador de futebol curaçaoense que joga atualmente pelo Beerschot Wilrijk, da Bélgica.